# Alboin al longobarzilor
Alboin (n. după 530 – d. 28 iunie 572, Verona) a fost rege al longobarzilor din dinastia Gausiană, din jurul anului 560 până în 572. În timpul domniei sale, longobarzii și-au încheiat perioada migrației prin stabilirea în Italia, a cărei parte nordică a fost cucerită de Alboin între 569 și 572. El a lăsat o puternică amprentă asupra Italiei și asupra  bazinului pannonic: în Italia, invazia a marcat începutul secolelor de dominație longobardă, iar în Pannonia victoria lui Alboin asupra gepizilor și, apoi, plecarea longobarzilor din regiune au pus capăt dominației germanice în bazinul pannonic.
Perioada de domnie în Pannonia a lui Alboin, după moartea tatălui său Audoin, a fost una de confruntare aproape continuă a longobarzilor cu gepizii, vecinii lor principali. Gepizii au avut inițial câștig de cauză, însă în 567, mulțumită alianței cu avarii, Alboin i-a înfrânt definitiv, iar pământurile gepizilor au intrat în posesia avarilor. Puterea crescândă a acestora i-a cauzat lui Alboin probleme lui, încât regele longobard a decis abandonarea Pannoniei și strămutarea în Italia, în speranța că Imperiul Bizantin slăbit nu era capabil să-și apere teritoriul italian dobândit cu dificultate într-un război îndelungat cu ostrogoții.
Reușind să formeze o coaliție largă, Alboin a început în 568 să-și pună planul în aplicare. După ce a trecut Alpii Iulieni, a pătruns într-o Italie aproape lipsită de apărare și preluat rapid controlul celei mai mari părți din regiunea Veneto și din Liguria. Fără a întâmpina rezistență consistentă, în 569, Alboin a cucerit principalul oraș din Italia de nord, Milano (Mediolanum). Pavia a reușit să reziste temporar, fiind ocupată de longobarzi după un asediu de trei ani. Alboin și-a îndreptat apoi atenția asupra Toscanei. Între timp, au apărut semne de fracționalism în tabăra susținătorilor săi și a început să se manifeste diminuarea controlului central asupra oștirii.
Alboin a murit asasinat în 28 iunie 572 de membrii unei conspirații inițiate de bizantini și duse la îndeplinire de soția lui Alboin, Rosamunda, fiica regelui gepid pe care Alboin îl ucisese cu cîțiva ani mai înainte. Deși Alboin dispărea de pe scena politică a Italiei, complotul nu a reușit pe deplin, din cauza opoziției majorității conducătorilor longobarzi, care l-au ales ca succesor pe Cleph, ceea ce i-a silit pe Helmichis și pe Rosamunda să se refugieze la Ravenna, unde au cerut protecția imperială bizantină. Moartea lui Alboin i-a privat pe longobarzi de singurul conducător al momentului în stare să mențină integritatea noii entități statale germanice.

## Domnia tatălui
Sub regele Wacho, longobarzii migraseră spre est, în Pannonia, profitând de dificultățile cu care se confrunta regatul ostrogot din Italia după moartea fondatorului, Theodoric cel Mare din 526. Moartea lui Wacho în jurul anului 540 l-a adus pe tron pe fiul său Walthari, însă întrucât acesta era minor, regatul longobard a fost guvernat de tatăl lui Alboin, Audoin, din clanul Gausienilor. Șapte ani mai târziu, Walthari a murit și el, Audoin putând să se încoroneze și să îi înlăture pe membrii familiei Lethingilor.
Alboin s-a născut în anii '30 ai secolului al VI-lea în Pannonia, ca fiu al lui Audoin cu soția acestuia, Rodelinda. Se pare că mama sa a fost nepoata regelui ostrogot Theodoric cel Mare și ar fi fost promisă lui Audoin prin medierea împăratului Iustinian. Ca și tatăl său, Alboin a fost păgân, deși Audoin căutase la un moment dat să obțină sprijinul Bizanțului împotriva vecinilor săi, arătând bizantinilor că ar fi fost botezat, deci creștin. Prima soție a lui Alboin a fost Chlothsind, creștină (de rit roman), fiică a regelui franc Clotar I (Lothar). Această legătură matrimonială, care a avut loc la puțin timp după moartea în 555 a liderului franc Theudebald, este considerată ca reflectând decizia lui Audoin de a se distanța de Bizanț, aliat tradițional al longobarzilor, dar ezitant în susținerea lui Audoin împotriva gepizilor. Importanța noii alianțe consta în faptul că francii îi era fățiș ostil Imperiului Bizantin.
Prima remarcare a lui Alboin pe câmpul de luptă a fost reprezentată de o ciocnire cu gepizii. În bătălia de la Asfeld, el l-a ucis în luptă pe Turismod (Thurismond), fiul regelui gepid Thurisind. Victoria asupra gepizilor a avut drept rezultat intervenția împăratului Iustinian pentru menținerea echilibrului dintre cele două puteri regionale rivale. După bătălie, conform tradiției consemnate de cronicarul Paul Diaconul, pentru a i se permite să stea la masa tatălui său, Alboin trebuia să ceară ospitalitatea unui rege străin și să îi doneze armele. Ceea ce a și făcut, plecând la curtea lui Thurisind, unde regele gepid i-a înmânat armele lui Turismod..

## Domnia dinPannonia
După moartea lui Aduoin, Alboin s-a așezat pe tronul regatului. Conform cutumei, a preluat coroana după ce-l desemnaseră oamenii liberi, care, după tradiție, alegeau ca suveran pe un membru din clanul suveranului decedat. În 565 a izbucnit un nou război împotriva gepizilor, conduși de Cunimund (Kunimund), fiul lui Thurisind. Cauza conflictului a rămas necunoscută, iar izvoarele se contrazic: cronicarul longobard Paul Diaconul îi acuză pe gepizi, iar istoricul bizantin Menander Protector dă vina pe Alboin, versiunea cronicarului bizantin fiind preluată de istoricul Walter Pohl.
Cronicarul bizantin Theofilact din Simocatta considera că acest război își avea originea în înfumurarea lui Alboin și în faptul că a răpit-o pe Rosamunda, fiica lui Cunimund, silind-o să-l ia de bărbat. Versiunea este privită sceptic de istoricul Walter Goffart, care constată că este contrazisă de cronica Origo Gentis Langobardorum, unde se arată că Rosamunda ar fi fost capturată abia după moartea tatălui ei. Gepizii au obținut sprijinul împăratului bizantin în schimbul promisiunii de a ceda Bizanțului regiunea Sirmium. Ca urmare, în 565 sau 566, succesorul lui Iustinian, Iustin al II-lea l-a trimis pe ginerele său Baduarius ca magister militum să conducă o armată bizantină împotriva lui Alboin și în sprijinul lui Cunimund, pentru a-i zdrobi pe longobarzi definitiv.
Confruntat cu posibilitatea înfrângerii, Alboin a încheiat în 566 o alianță cu kaganul (hanul avar Bayan I, cu prețul unor condiții dure; avarii solicitau o zecime din vitele longobarzilor, jumătate din prada de război și, la sfârșitul războiului, toate pământurile aflate atunci în proprietatea gepizilor. Longobarzii se bazau pe disputa izbucnită dintre avari și bizantini. Pe de altă parte, Cunimund a întâmpinat ostilitate când a cerut din nou ajutor militar bizantin: Constantinopol-ul era nemulțumit că gepizii nu retrocedaseră, conform unei convenții, regiunea Sirmium. În plus, Iustin al II-lea abandonase politica promovată anterior de Iustinian I, bizantinii rămânând neutri în conflict, ba fiind probabil să fi dat sprijin avarilor.
În 567, aliații longobarzi și avari au început asaltul final asupra gepizilor, cu Alboin invadând teritoriile gepide din nord-vest, iar Bayan atacând în nord-est. Cunimund a încercat să împiedice joncțiunea forțelor celor doi, atacându-l pe Alboin undeva între rîul Timiș și Dunăre. Gepizii au fost zdrobiți, regele lor ucis de Alboin, iar Rosamunda, fiica lui Cunimund, capturată, potrivit descrierii din Origo. Distrugerea finală a gepizilor a fost realizată de avari. Gepizii au încetat să mai existe ca popor independent și au fost asimilați parțial de longobarzi și parțial de avari.
Prima soție a lui Alboin, Chlothsind, murise înainte de anul 568, iar după victoria asupra lui Cunimund, Alboin s-a recăsătorit cu Rosamunda, pentru a stabili o legătură cu dinastia gepidă. Încheierea acestui război a determinat o modificare geopolitică masivă în regiunea Pannoniei, ca urmare a dispariției gepizilor ca entitate politico-militară, dublată de emigrarea longobarzilor în Italia, începând din anul următor, precum și de așezarea statornică a avarilor în regiune, ceea ce a pus capăt celor șase secole de dominație a germanicilor în bazinul pannonic.

## Părăsirea Pannoniei de către longobarzi
În pofida succesului repurtat în conflictul cu gepizii, Alboin a eșuat în încercarea de a spori puterea longobardă și era în situația de a face față unei amenințări și mai puternice, cea a avarilor. Istoricii consideră acest context factor decisiv care l-a determinat pe Alboin să ia inițiativa emigrării, deși există indicii potrivit cărora încă înainte de războiul cu gepizii apăruse ideea strămutării în Italia, al cărei teritoriu fusese descoperit de longobarzi încă din anii '50, când fuseseră mercenari, aliați cu bizantinii împotriva ostrogoților. În plus, longobarzii cunoșteau poziția slabă în Italia a guvernării bizantine, care a avut probleme după recucerirea Italiei de la ostrogoți. În special așa-numita "ciumă a lui Iustinian" făcuse ravagii în Italia, iar conflictele confesionale creștine mențineau o stare perpetuă de instabilitate, mai ales după rechemarea generalului Narses, care fusese un guvernator abil al Italiei. Longobarzii vedeau Italia ca pe un teritoriu bogat, cu posibilități de pradă,, făcându-l pe Alboin să creadă în aducerea laolaltă, alături de longobarzi, multe alte popoare din regiune, inclusiv heruli, suebi, gepizi, thuringieni, protobulgari, sarmați, romanii și puținii ostrogoți rămași. Însă cel mai important grup, în afara longobarzilor, îl constituiau saxonii, dintre care 20.000 au participat la invazie. Saxonii erau tributari regelui franc Sigebert I, iar participarea indică faptul că Alboin ar fi avut sprijinul francilor în aventura sa din Italia.
Numărul exact al eterogenului group adunat sub comanda lui Alboin nu poate fi cuantificat, drept pentru care s-au realizat multe estimări. Istoricul Neil Christie consideră că 150.000 de oameni ar fi o cifră realistă, un număr care i-ar face pe longobarzi o forță mai numeroasă decât cea a ostrogoților din ajunul cuceririi Italiei de către aceștia. Jörg Jarnut propune 100.000–150.000, cu aproximările de rigoare; Wilfried Menghen, în lucrarea sa Die Langobarden estimează între 150.000 și 200.000; iar Stefano Gasparri îi situează între 100.000 și 300.000.

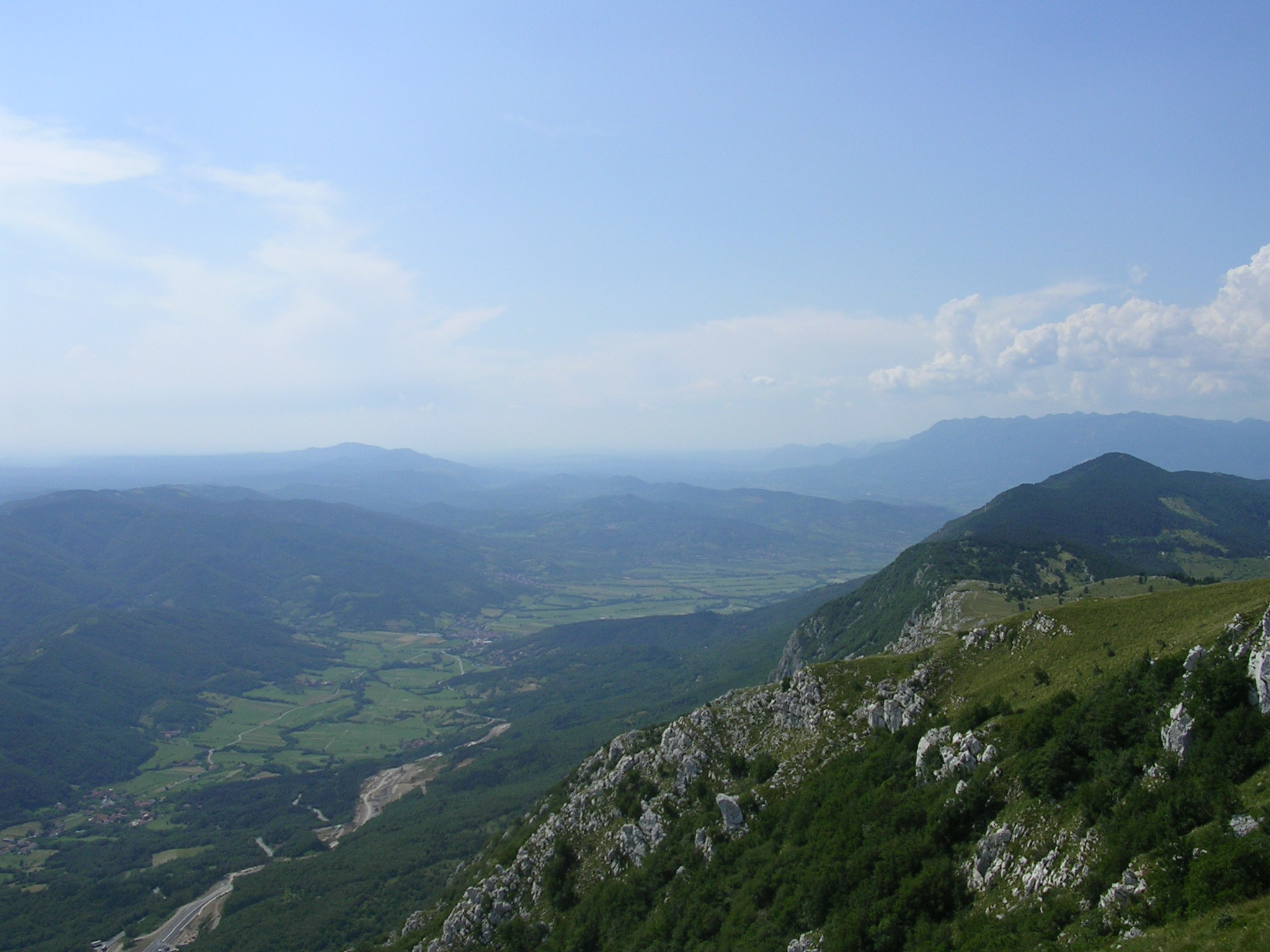
Valea Vipava, prin care Alboin i-a condus pe longobarzi în Italia

Ca măsură de prevenție, Alboin și-a întărit alianța cu avarii, semnând ceea ce Paul Diaconul numește un foedus perpetuum („tratat veșnic”) și ceea ce în secolul al IX-lea Historia Langobardorum codicis Gothani s-a referit la un pactum et foedus amicitiae ("pact și tratat de amiciție"), adăugând că tratatul a fost pus pe hârtie. Tratatul prevedea că avarii urmau să ia în posesiune Pannonia și să dea în schimb sprijin militar longobarzilor odată ajunși în Italia, ori de câte ori aceștia ar fi cerut ajutor. În baza acordului, longobarzii erau îndrituiți ca, în cazul eșuării invaziei Italiei, să poată reclama fostele lor teritorii, lăsându-i-se astfel lui Alboin o alternativă deschisă. Acordul însemna totodată avantajul protejării spatelui lui Alboin, întrucât, Pannonia fiind ocupată de avari, ar fi fost dificil pentru bizantini să aducă în Italia forțe deplasate pe uscat. Înțelegerea s-a dovedit un succes, iar relațiile cu avarii au fost aproape constant amicale pe durata Regatului longobard din Italia.
Un alt motiv al emigrării longobarde ar fi putut fi o invitație din partea generalului bizantin Narses. Potrivit unei tradiții controversate consemnate în izvoare medievale, fostul guvernator al Italiei, Narses, i-ar fi chemat pe longobarzi în Italia din cauză că fusese destituit de Iustin al II-lea. Adesea respinsă ca bazată pe o tradiție nedemnă de crezare, ipoteza a fost studiată atent de istorici moderni, îndeosebi de Neil Christie, care vede în ea o posibilă amintire a unei invitații oficiale din partea bizantinilor pentru stabilirea longobarzilor ca foederati în Italia de nord, în scopul apărării regiunii în calea expansiunii france, aranjamentul fiind ulterior abrogat de Iustin al II-lea.

### Marșul asupra Italiei
Emigrarea longobarzilor a început într-o luni, după ziua de Paște, la 2 aprilie 568. Decizia plecării într-o zi de sărbătoare creștină e explicabilă în contextul recentei convertiri a lui Alboin la creștinismul de rit arian, fapt atestat și de prezența la curtea sa a unor misionari goți arianiști. Alboin poate că a acceptat botezul din considerente politice, pentru a obține coeziunea grupului eterogen care a imigrat în Italia venind din Pannonia. Opțiunea pentru ritul creștin al lui Arius era menită să întărească legătura lui Alboin cu moștenirea ostrogoților și-i putea atrage ostrogoții care serveau în armata bizantină ca foederati (ostrogoții fiind toți creștini de rit arian). S-a mai speculat că strămutarea de populație sub conducerea regelui Alboin ar fi fost cauzată în parte și un apel venit de la ostrogoții care trăiau pe teritoriul Italiei.
Momentul ales pentru părăsirea Pannoniei a fost neobișnuit de timpuriu. Cauza deplasării în prima parte a anului poate a fost teama indusă de vecinătatea avarilor, în pofida tratatului de prietenie încheiat recent. Ca semn al neliniștii poate fi considerată și măsura luată de Alboin de a pustii Pannonia înainte de plecare, în ideea de a crea un fel de cordon care să separe longobarzii de avari.
Calea aleasă de Alboin pentru a ajunge în Italia și durata deplasării au constituit un subiect controversat. Potrivit istoricului Neil Christie, longobarzii s-au scindat în câteva grupuri de migrație, având o avangardă cu misiuni de recunoaștere, urmând ruta Poetovio – Celeia – Emona – Forum Iulii, în timp ce proviziile și cea mai mare parte a migranților înaintau lent în spate, din cauza și cirezilor de vite și poverilor cu bunuri transportate și, posibil, pentru a-i aștepta pe saxoni să li se alăture. Până în septembrie, grupurile de prădători longobarzi jefuiseră regiunea Veneto, însă Alpii Iulieni au fost traversați pe la valea Vipavei abia în anul 569. Martorul ocular Secundus de Trento a datat evenimentul la 20 sau 21 mai. Anul 569 pentru pătrunderea în Italia este însă controversat, iar Jörg Jarnut consideră că ocuparea celei mai mari părți din Veneto avusese loc în 568. Potrivit lui Carlo Guido Mor, o dificultate majoră rămâne în a explica cum a putut Alboin să ajungă la Milano la 3 septembrie, dacă se presupune că ar fi pătruns în Italia abia în luna mai a aceluiași an.

## Invadarea Italiei

### ÎntemeiereaDucatului de Friuli
Longobarzii au pătruns în Italia fără a întâmpina rezistență bizantină la frontieră (de la milites limitanei, formațiuni grănicerești). Resursele militare bizantine aflate la dispoziție era mult reduse și de loialitate dubioasă, iar forturile de graniță fuseseră abandonate fără luptă. Săpăturile arheologice din regiune nu au detectat urme de confruntări violente, ceea ce confirmă narațiunea lui Paul Diaconul, care relatează despre preluarea provinciei Friuli "fără nicio piedică".
Primul oraș important căzut în mâinile longobarzilor a fost Forum Iulii (Cividale del Friuli), sediul unui magister militum local. Alboin a ales acest oraș împrejmuit de ziduri pentru a fi capitala Ducatului de Friuli, la conducerea căruia l-a numit pe nepotul său de frate Gisulf I, ca duce longobard, cu principala misiune de a apăra granița de eventuale atacuri (bizantine ori avare) dinspre est. Gisulf a obținut dreptul de a decide care clanuri longobarde aveau să se stabilească în ducat.
Decizia lui Alboin de a constitui un ducat și de a desemna un duce era o inovație importantă, având în vedere că, până atunci, longobarzii nu aleseseră niciodată duci și nu întemeiaseră ducate în baza existenței unui oraș fortificat. Inovația se datora împrumutării de către Alboin de la romani și de la ostrogoți a unor modele administrative, după cum în antichitatea târzie comes civitatis (comitele orașului) reprezenta principala autoritate locală, cu puteri administrative depline în regiunea respectivă. Însă trecerea de la conte (comes) la duce (dux) și de la comitat (comitatus) la ducat (ducatus) semnala totodată o militarizare treptată a Italiei. Desemnarea unui centru fortificat cu titlu de capitală a noului ducat este importantă și prin aceea că anterior, când trăiau în Pannonia, longobarzii evitaseră să locuiască în așezări urbane. Longobarzii și-au menținut noua orientare în toate ducatele create ulterior.

### CucerireaMilanului
De la Forum Iulii, Alboin a ajuns în continuare la Aquileia, cel mai important nod de comunicații din nord-estul Italiei, și capitala administrativă a provinciei Venetia. Sosirea iminentă a longobarzilor a avut un considerabil impact asupra populației orașelor; Paulin I, primul patriarh de Aquileia, a fugit din oraș împreună cu clerul, și și-a găsit refugiu în insula Grado, în teritoriul controlat de bizantini.
De la Aquileia, Alboin a pornit de-a lungul Via Postumia și a mărșăluit prin Veneto, ocupând repede Tarvisium (Treviso), Vicentia (Vicenza), Verona, Brixia (Brescia) și Bergomum (Bergamo). Longobarzii au întâmpinat dificultăți doar în Opitergium (Oderzo), pe care Alboin a decis până la urmă să îl evite, după cum a renunțat și la capturarea principalelor orașe venete de coastă, de pe Via Annia, precum Altinum, sau a Patavium (Padova), Mons Silicis (Monselice), Mantovei și Cremonei. Invazia regiunii Veneto a stârnit frică mare și a dus la valuri de refugiați spre regiunile de coastă controlate de bizantini. S-au format adevărate coloane conduse de episcopi locali. Refugiații au înființat așezări noi, precum Torcello și Heraclia.
În marșul său, Alboin s-a deplasat spre apus, invadând regiunea Liguria din nord-estul Italiei și ajungând la 3 septembrie 569 în capitala acesteia, Mediolanum (Milano). Orașul fusese abandonat de vicarius Italiae, autoritatea însărcinată cu administrarea diocezei Italia Annonaria. Arhiepiscopul Honoratus de Mediolanum, clerul și parte dintre laici l-au însoțit pe vicarius Italiae în portul bizantin al Genovei. Când și-a pus titlul de dominus Italiae (stăpânul Italiei), Alboin și-a numărat anii de domnie pornind de la anul cuceririi orașului Milano. Succesul său a însemnat totodată prăbușirea apărării bizantine la nord de fluviul Pad și mari strămutări de populație care se refugia în zonele controlate încă de bizantini.
Au fost avansate unele explicații privind ușurința pătrunderii longobarde în nordul Italiei. S-a sugerat că porțile orașelor ar fi fost deschise de trădători proveniți dintre goții care activau ca auxiliari în armata bizantină, însă, în general, se cade de acord asupra unei alte explicații: la Constantinopol, Italia nu mai era considerată ca regiune de importanță vitală pentru Imperiul Roman de Răsărit, mai ales că la acea epocă imperiul era atacat repetat de avari și slavi în Balcani și de Persia sasanidă în provinciile din est. Decizia bizantină de a nu se opune invaziei longobarde reflectă dorința succesorilor lui Iustinian I de a reorienta miezul politicii bizantine către Orient.

### Impactul emigrării asupraItalia Annonaria
Impactul sosirii longobarde asupra aristocrației romane a fost devastator, în special în combinație cu războiul împotriva ostrogoților; acesta din urmă se încheiase în nordul Italia abia în 562, când ultimul punct de rezistență ostrogot, Verona, a capitulat în fața oștirii bizantine. Mulți înstăriți (possessores, cum i-a numit Paul Diaconul) și-au pierdut dacă nu viețile, cel puțin averile, însă nivelul exact al pierderii de proprietăți reprezintă încă obiect de dispută.
Clerul a fost și el afectat puternic. Majoritatea longobardă continua să fie păgână și nu avea niciun respect față de cler și proprietățile Bisericii. Mulți clerici și-au pierdut episcopatele pentru a scăpa din calea longobarzilor, așa cum făcuseră episcopii principali din nord, Honoratus de Milano și Paulin de Aquileia. Totuși, numeroși episcopi au căutat o cale de înțelegere cu longobarzii, cum a făcut în 569 episcopul Felix de Tarvisium când a pornit la drum de-a lungul râului Piave pentru tratative cu Alboin însuși și obținând de la el o atitudine respectuoasă față de Biserică și restituirea bunurilor sale, în schimbul unui act de omagiu. Se pare că unele sedii episcopale și-au menținut neîntrerupt șirul succesoral de-a lungul invaziei și în anii următori. Tranziția a fost înlesnită și pe fundalul unei anumite ostilități din unele episcopii nord-italiene față de papalitate și Imperiu. În teritoriul controlat de longobarzi, clerul era cel puțin siguri că putea evita disputele religioase.

### Asediul asupraTicinum

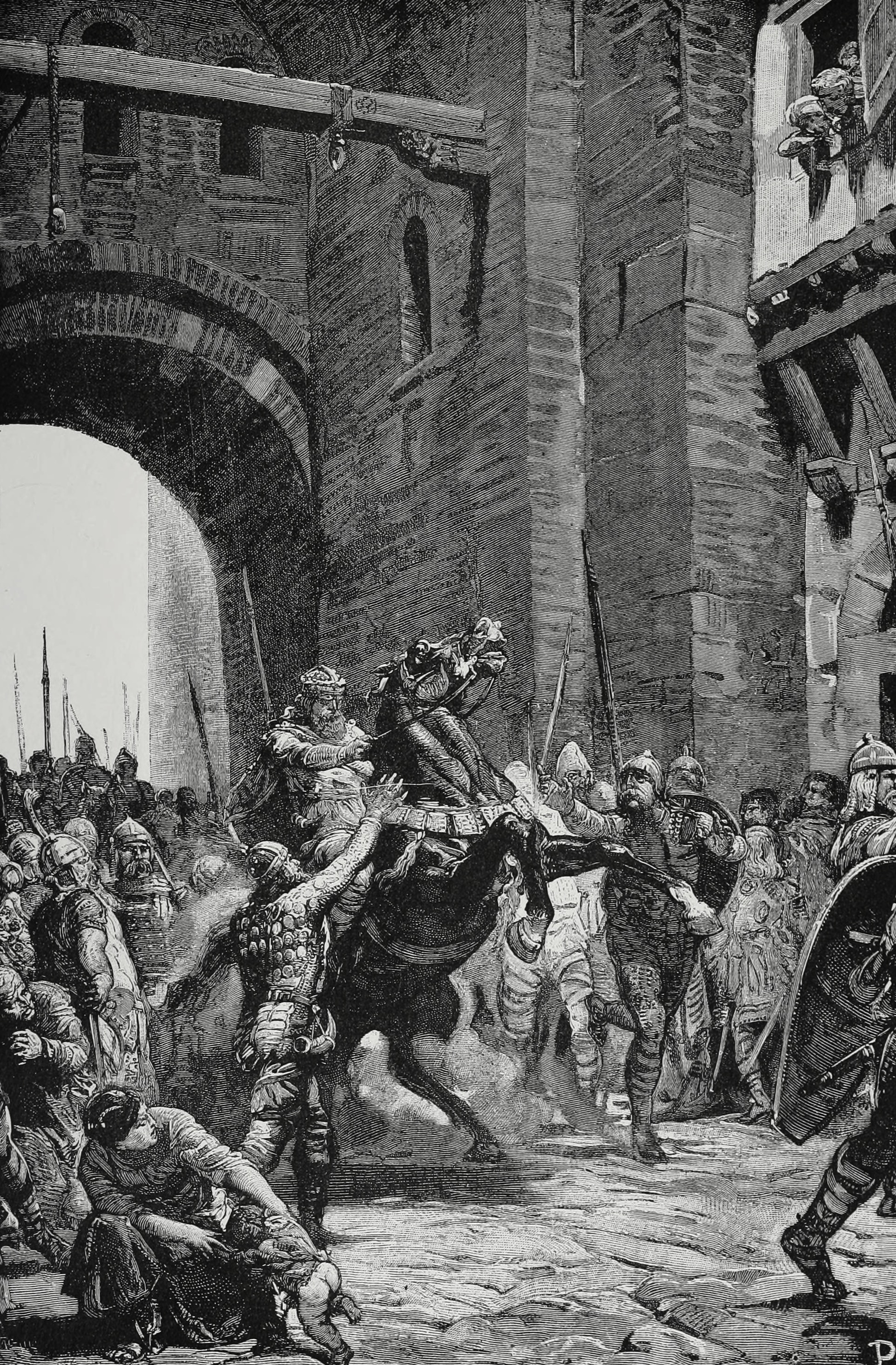
O reprezentare modernă a intrării lui Alboin în Ticinum

Prima rezistență puternică în fața migrației lui Alboin a avut loc din partea orașului Ticinum (Pavia), al cărui asediu regele longobard l-a început în 569 și pe care l-a cucerit abia după trei ani. Orașul avea importanță strategică, fiind situat la confluența rîurilor Pad și Ticino și conectat pe calea apei cu Ravenna, capitala Italiei bizantine și sediul prefecturii pretoriene de Italia. Căderea Paviei a însemnat ruperea legăturilor dintre garnizoanele staționate în Alpii Maritimi și coasta Adriaticii.
Atent să mențină inițiativa în fața bizantinilor, Alboin cucerise până în 570 ultimele puncte de apărare ale acestora din Italia de nord, cu excepția zonelor de coastă din Liguria și Veneto și câteva centre izolate din interior, Augusta Praetoria (Aosta), Segusio (Susa) și insula Amacina din Larius Lucus (Lacul Como). Pe parcursul domniei lui Alboin, longobarzii au trecut Munții Apenini și au devastat Tuscia (Toscana), însă istoricii nu au ajuns la o concluzie comună dacă acest lucru s-a petrecut sub comanda sa și dacă aceasta nu a reprezentat decât o expediție de jaf. Potrivit lui Herwig Wolfram, Toscana ar fi fost cucerită în întregime abia în 578–579, însă Jörg Jarnut și alții apreciază că această cucerire ar fi început, într-o formă sau alta, chiar sub Alboin.
Problemele lui Alboin în menținerea controlului asupra supușilor au căpătat amploare în timupl asedierii Ticinumului. Natura monarhiei longobarde făcea dificil pentru un conducător să exercite de la un anumit punct autoritatea asupra supușilor așa cum exercitase Theodoric cel Mare asupra ostrogoților. Din cauza structurii militare, comandanții de oaste longobardă (duces), care conduceau câte o ceată (fara) de războinici, aveau autoritate mai mare. În plus, dificultățile întâmpinate de Alboin în edificarea unei entități politice solide decurgeau din lipsa de legitimitate imperială, întrucât, spre deosebire de ostrogoți, longobarzii nu ajunseseră în Italia ca foederati, ci ca inamici ai Imperiului.
Deteriorarea autorității regelui în cadrul oștirii longobarde s-a manifestat și în invadarea provinciei france Burgundia, care în 569 sau 570 a fost ținta unor raiduri longobarde anuale ample. Aceste atacuri au fost respinse până la urmă după o victorie repurtată de patriciul Mummolus de la Embrun. Ele au avut consecințe pe plan politic, înăsprind relațiile până atunci cordiale dintre longobarzi și franci și deschizând poarta unei alianțe între Imperiu și franci împotriva longobarzilor, coaliție cu care regele Guntram a fost de acord în jurul lui 571. În general, se crede că Alboin nu încuviințase acțiunile din Burgundia, însă, potrivit lui Gian Piero Bognetti, Alboin s-ar fi implicat în ofensiva împotriva lui Guntram ca parte a alianței sale cu regele franc din Austrasia, Sigebert I. Acest punct de vedere este privit cu scepticism de alți cercetători, între care Chris Wickham.
Un rezultat al slăbirii autorității regale poate l-a reprezentat faptul că longobarzii au cucerit mare parte din sudul Italiei fără ca Alboin să fi jucat vreun rol în ofensivă, fiind vorba de inițiative independente din 570-571 ale lui Faroald și Zotto în Spoletium (Spoleto), respectiv în Beneventum (Benevento).

## Asasinarea
Ticinum a căzut în mâinile longobarzilor în mai sau iunie 572. Între timp, Alboin alesese Verona ca reședință. S-a stabilit într-un palat regal construit acolo de Theodoric cel Mare. Alegerea palatului ar putea fi interpretată că o altă încercare de a stabili conexiuni cu regele ostrogot.
În acest palat, Alboin a fost asasinat la 28 iunie 572. În descrierea făcută de Paul Diaconul, cea mai detaliată asupra morții regelui, faptul istoric și epicul se întrepătrund. Mult mai timpurie și totodată mai scurtă este istoria prezentată de Marius Aventicensis în a sa Chronica, scrisă la circa un deceniu după eveniment. Potrivit acestuia, regele a fost asasinat în urma unei conspirații puse la cale de un apropiat al său, Helmichis sau Hilmegis (Helmechis la Paul Diaconul), cu complicitatea reginei. Helmichis s-a căsătorit apoi cu regina văduvă, însă cei doi au fost nevoiți să fugă în Ravenna bizantină, luând cu ei tezaurul regal și parte din armată, ceea ce lasă să se întrevadă și un amestec al Bizanțului. Roger Collins îl consideră pe Marius Aventicensis drept sursă de maximă încredere, din cauza datării sale timpurii și a faptului că ar fi trăit în vecinătatea Italiei longobarde. Grigore de Tours a fost și el contemporan și a făcut o prezentare scurtă în a sa Historia Francorum, care își găsește ecoul mai târziu în cronica lui Fredegar. Totuși, istorici precum Walter Goffart acordă prea puțină încredere acestei versiuni.

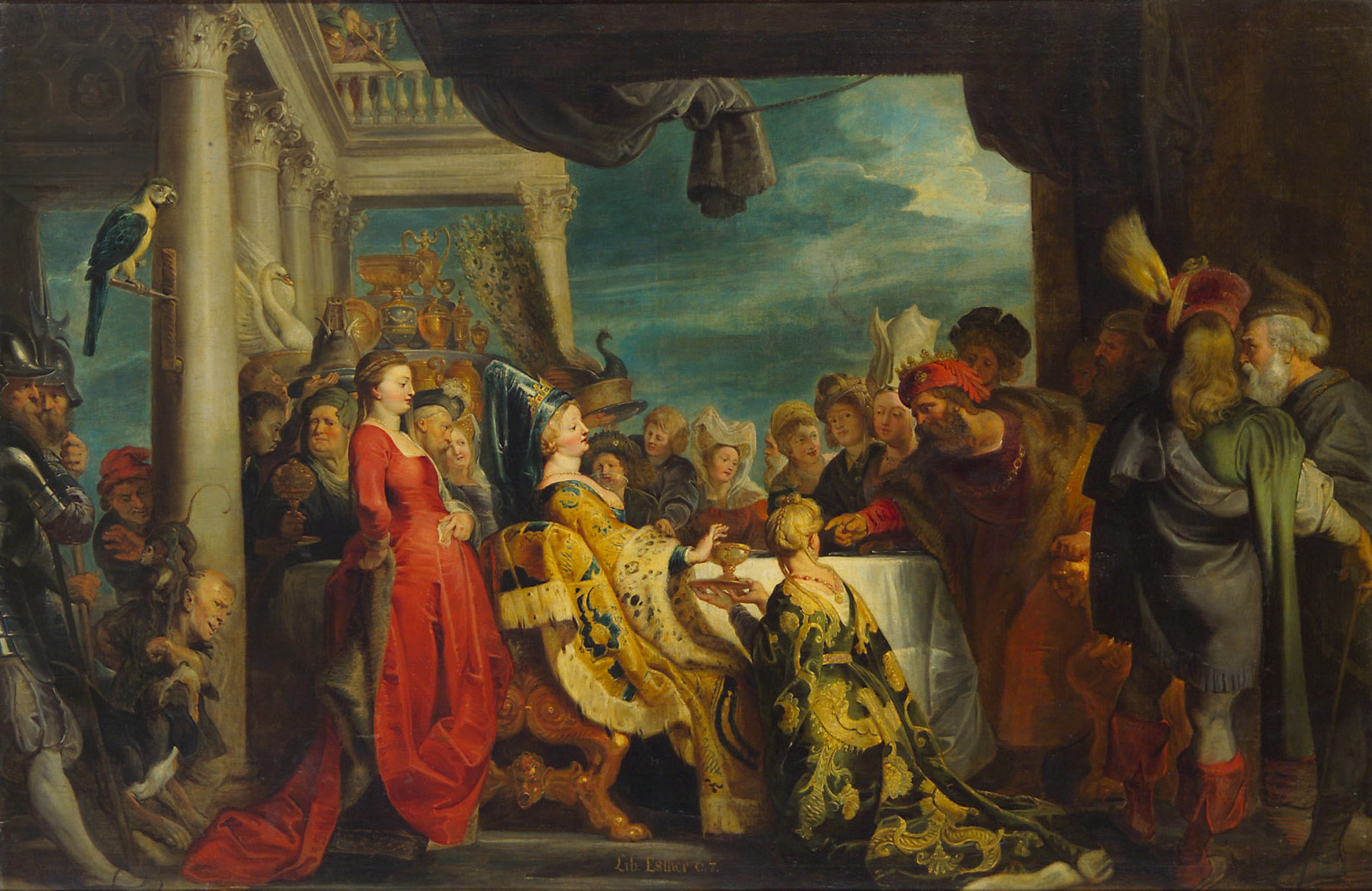
Peter Paul Rubens, Alboin și Rosamunda, 1615

Alte versiuni, mai târzii, aduc în scenă un alt asasin, în persoana lui Peredeus, care ar fi fost de asemenea sedus de Rosamunda.

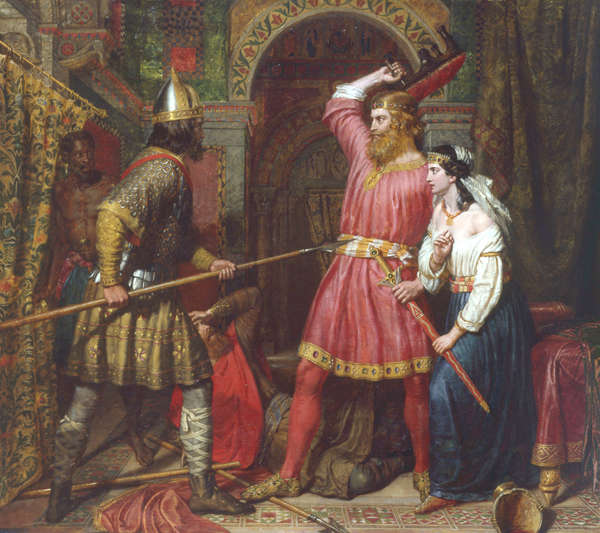
Alboin este omorât de Peredeus, în timp ce Rosamunda îi fură spada. Pictură de Charles Landseer, sec. XIX.

Moartea lui Alboin a avut un impact de durată, întrucât i-a privat pe longobarzi de singurul conducător capabil în acel moment să mențină integritatea noii entități politice germanice. Sfârșitul său înseamnă totodată moartea ultimului dintr-un șir de regi-eroi pe care longobarzii i-au avut de la plecarea lor din regiunea fluviului Elbei până la colonizările din Italia. Alboin a rămas celebru timp de mai multe secole, fiind eroul unor poeme epice. Calitățile militare și regale i le-au apreciat nu numai longobarzii, ci și saxonii și bavarezii.

## Urmări
Pentru a duce la capăt lovitura și a-și legitima pretențiile la tron, Helmichis s-a însurat cu regina văduvă Rosamunda, a cărei poziție înaltă în societate se întemeia și pe descendența sa regală gepidă. Astfel, Helmichis și-a asigurat și loialitatea gepizilor. El putea conta și pe sprijinul garnizoanei longobarde din Verona, care I se opusese lui Alboin și care spera în cultivarea unei politici de înțelegere cu Bizanțul. Bizantinii erau aproape sigur implicați în complot și era în interesul lor să oprească valul longobard prin aducerea la putere la Verona a unui regim probizantin și, pe termen lung, să realizeze destrămarea unității din cadrul regatului longobard, apropiindu-și-i pe duci prin acordarea de onoruri și atenții.
Complotul a eșuat în cele din urmă, deoarece majoritatea războinicilor longobarzi au dezaprobat asasinarea regelui. În consecință, garnizoana longobardă din Ticinum l-a proclamat rege pe ducele Cleph, iar Helmichis a fugit la Ravenna, având sprijinul lui Longinus, prefect al pretoriului. Cu Helmichis au plecat soția sa, precum și fiica lui Alboin, Albsuinda; au dus cu sine tezaurul și au fost însoțiți de trupe disidente. După destrămarea relației dintre Helmichis și Rosamunda, cei doi s-ar fi ucis reciproc în Ravenna, după care Longinus ar fi trimis pe Albsuinda și tezaurul regal la Constantinopol.

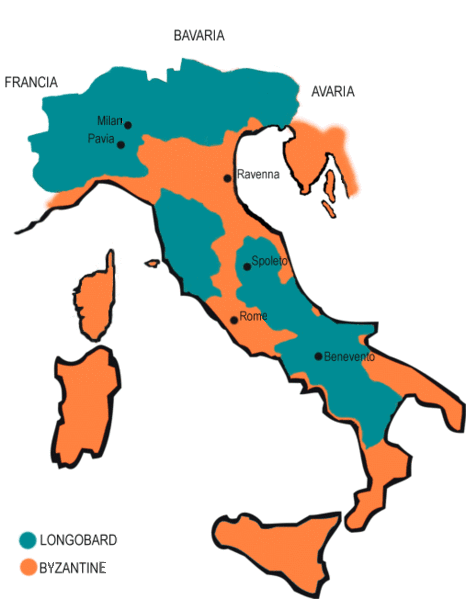
Teritoriile bizantine și longobarde din Italia la moartea lui Alboin

Cleph a fost rege doar 18 luni, după care a fost asasinat de un sclav. Este posibil ca și el să fi fost asasinat în cadrul unei intrigi bizantine. Un succes important pentru bizantini l-a constituit faptul că nu a fost proclamat niciun rege longobard succesor, deschizându-se astfel perioada unui interregnum de zece ani, ceea ce i-a făcut pe longobarzi vulnerabili față de atacurile francilor și bizantinilor. Abia când s-au confruntat cu pericolul de a fi anihilați de franci, ducii longobarzi l-au ales rege, în 584, pe fiul lui Cleph, Authari. Acesta a demarat procesul de consolidare definitivă și centralizare a regatului longobard, în timp ce teritoriile rămase în Imperiul Bizantin s-au reorganizat sub controlul unui exarh din Ravenna, care avea capacitatea de a apăra Italia fără sprijinul direct al împăratului de la Constantinopol.
Consolidarea stăpânirilor bizantină și longobardă a avut consecințe pe termen lung asupra Italiei, țara rămânând fragmentată timp de mai multe secole.